# The Eagle Band
The Eagle Band est un groupe de jazz créé par le tromboniste Frankie Dusen à La Nouvelle-Orléans, principalement actif de 1907 à 1917, qui fut un acteur important du jazz Nouvelle-Orléans dans les années 1910.

## Historique
Le tromboniste Frankie Dusen reprend le groupe orchestral de Buddy Bolden vers 1906, qui comptait alors, avec Bolden au cornet, deux clarinettes, une contrebasse, une guitare et une batterie. Après le départ de Buddy, Frankie le renomme en Eagle Band d'après le nom d'un saloon de Storyville. Quand Dusen en prend la direction, il garde en grande partie le répertoire joué jusqu'alors. Le groupe se sépare en 1917, mais joue en plusieurs occasions dans les années 1920. La formation évolue cependant souvent dans sa composition, Duson en étant probablement le seul membre permanent.